# Tibor Tatai
Tibor Tatai   (Gyöngyösfalu, 4 d'agost de 1944) és un piragüista en aigües tranquil·les hongarès, ja retirat, que va competir durant les dècades de 1960 i 1970.
El 1968 va prendre part en els Jocs Olímpics d'Estiu de Ciutat de Mèxic, on guanyà la medalla d'or en la prova del C-1, 1.000 metres del programa de piragüisme.
En el seu palmarès també destaquen dues medalles al Campionat del Món en aigües tranquil·les, d'or el 1970 i de plata el 1971. També guanyà una medalla de bronze al Campionat d'Europa de piragüisme en aigües tranquil·les de 1969. També guanyà tres campionats nacionals.
Una vegada retirat va exercir d'entrenador, entre d'altres, del campió olímpic Ferenc Novák entre 1982 i 1988.